# 斯米亞奇 (邵爾斯區)
51°45′57″N 31°44′21″E / 51.76583°N 31.73917°E
斯米亞奇（烏克蘭語：Смяч）是位於烏克蘭北部切爾尼戈夫州裏科留基夫卡區的村莊，面積0.36平方公里，海拔高度117米，2001年人口868，人口密度每平方公里2,431.4人。